# Papež Bonifacij V.
Bonifacij V. je bil rimski papež Rimskokatoliške cerkve. * okrog 575 Neapelj (Italija, Bizantinsko cesarstvo † 25. oktober 625 Rim (Italija, Bizantinsko cesarstvo). 

## Življenjepis
Doma je bil iz Neaplja, arhiprezbiter v župniji sv. Siksta. Za papeža so ga izvolili 23. decembra 619. 

## Smrt in češčenje
Umrl je 25. oktobra 625 v Rimu. Pokopan je v Baziliki svetega Petra v Vatikanu. 